# 石羊站
石羊站位于中华人民共和国四川省成都市武侯区石羊街道（由高新区代管）益新大道与益园三路、成雅高速匝道路口，是成都地铁8号线的一座地下车站，于2020年12月18日启用。
本站因车站所在社区而得名，正式命名前曾使用工程名为“石羊客运站”。
石羊站艺术主题为镲。
本站与附近的30号线车站原本为同一座车站，由于近期不能站内换乘，因此30号线车站改名石羊东站。

## 车站结构
本站为地下二层岛式车站。
| 地面                             | ·    | 出口A/B/D1 |
| 地下一层                         | 站厅 | 自助购票 客服中心                                                                                              |
| 地下二层                         | 站台 | \| \| \| 8号线往桂龙路（庆安） \| \| 島式 · 開左邊车门 · 无障碍卫生间 \| \| \| \| \| \| 8号线往龙港（三元） \| |
|                                  |      | 8号线往桂龙路（庆安）                                                                                          |
| 島式 · 開左邊车门 · 无障碍卫生间 |      | |
|                                  |      | 8号线往龙港（三元）                                                                                            |

## 出入口
本站目前开放3个出入口。
|              |                         |                          |      |
| 编号         | 设施                    | 指示                     | 照片 |
|              |                         | 益新大道、益园二路       |      |
| 出口 · B     | 无障碍电梯 无障碍卫生间 | 益新大道、益园三路       |      |
| 出口 · D · 1 | 无障碍电梯              | 益新大道、成都石羊客运站 |      |